# Maccabi Men's Challenger 2009
Il Maccabi Men's Challenger 2009 è stato un torneo professionistico di tennis maschile giocato sul cemento, che faceva parte dell'ATP Challenger Tour 2009. Si è giocato a Melbourne in Australia dal 23 al 1º marzo 2009.

## Partecipanti

### Teste di serie
| Nazionalità | Giocatore         | Ranking* | Testa di serie |
| ----------- | ----------------- | -------- | -------------- |
| Giappone    | Gō Soeda          | 107      | 1              |
| Thailandia  | Danai Udomchoke   | 160      | 2              |
| Australia   | Brydan Klein      | 206      | 3              |
| Australia   | Colin Ebelthite   | 243      | 4              |
| Australia   | Joseph Sirianni   | 246      | 5              |
| Australia   | Marinko Matosevic | 283      | 6              |
| Australia   | Nick Lindahl      | 312      | 7              |
| Sudafrica   | Raven Klaasen     | 327      | 8              |

- Ranking al 16 febbraio 2009.

### Altri partecipanti
Giocatori che hanno ricevuto una wild card:
- Dayne Kelly
- Dane Propoggia
- Matt Reid
- Bernard Tomić

Giocatori passati dalle qualificazioni:
- Sadik Kadir
- Tobias Klein
- Joel Lindner
- Xu Jun-Chao

## Campioni

### Singolare
Bernard Tomić ha battuto in finale  Marinko Matosevic con il punteggio di 5–7, 6–4, 6–3

### Doppio
Sanchai Ratiwatana /  Sonchat Ratiwatana hanno battuto in finale  Chen Ti /  Danai Udomchoke con il punteggio di 7–6(5), 5–7, [10–7]